# 어깨
어깨(shoulder)는 팔 이음뼈를 이루는 구성체를 뜻한다.
그 구성체의 대표적인 삼중 요소 뼈인 쇄골, 견갑골 및 견봉, 상완골로 구성되어 있으며 이를 지칭하여 '어깨'라고 부른다.

어깨의 움직임

## 설명
어깨는 쇄골과 견갑골과 팔로 구성되어 있다. 좀 더 구체적으로 설명하자면 그러니까 상완골을 움직이기 위해 어깨를 구성하는 쇄골과 견갑골및 견봉은 꼭 있어야 한다.
왜냐하면 상단에 Gif 파일에서 보았듯이 팔을 상하좌우로 자유롭게 움직이기 위해선 쇄골과 견갑골이 동행해야 하기 때문이다.
또 어깨는 사람마다 다르지만, 대부분의 어깨는 비대칭이다. 보통 오른손 잡이는 오른쪽 어깨 길이(오른쪽 쇄골-견봉)이 왼쪽 대비 더 길고 왼손 잡이는 왼쪽 어깨 길이(쇄골-견봉 길이)가 오른쪽 대비 더 길다. 대개 0.5cm 내외로 차이가 난다고 한다.
그런데 양쪽 쇄골 길이가 2cm 이상 차이가 나면 기능상 문제가 있다. 그러니 반드시 병원에 방문해야 한다.
하지만 안심해도 된다. 쇄골 성장판이 심하게 부상을 입거나 골절이 되어 조기 폐쇄된 것이 아닌 이상 쇄골 길이 차이가 2cm 정도 나는 경우는 매우 매우 드물기 때문이고, 쇄골은 0.1cm 자라는데 엄청난 시간이 걸린다고 하니 2cm 정도 차이가 나면 최소 6년 전에 쇄골에 부상을 입은 것이다.
만일 지금 이걸 보고 있는 사용자가 6~7년 전에 성장기일 때 쇄골이 골절되거나 부상을 입었으면 당장 거울을 보거나 양쪽 쇄골 길이를 재보자. 만일 2cm 이상 다를 시 반드시 병원에 방문하길 바란다.

## 어깨 뼈 성장판 (쇄골-견봉)
우선 어깨 너비 및 길이에 실질적으로 관여하는 것은 쇄골과 견봉이다. 특히 쇄골과 견봉을 합하면 어깨 너비에서 차지하는 비율이 95.8% 정도 되니 쇄골과 견봉이 어깨 뼈 너비에 대다수를 차지 하는 것이다. 이들의 길이는 평균이 있고 인종을 제외한 개개인의 따라 다르니 쇄골과 견봉 성장판이 바로 어깨 뼈의 성장판이다. 참고로 우리나라 의학 표준 언어에선 '어깨뼈'는 '날개뼈'를 지칭하지만, 여기서는 어깨 자체(쇄골, 견봉)를 지칭한다.
본론으로 들어가자면 어깨 너비에 관여하는 성장판에 해당하는 뼈는 쇄골과 견봉 밖에 없다. 쇄골은 전체 어깨 너비 중 차지하는 비율이 무려 83.4%나 된다.

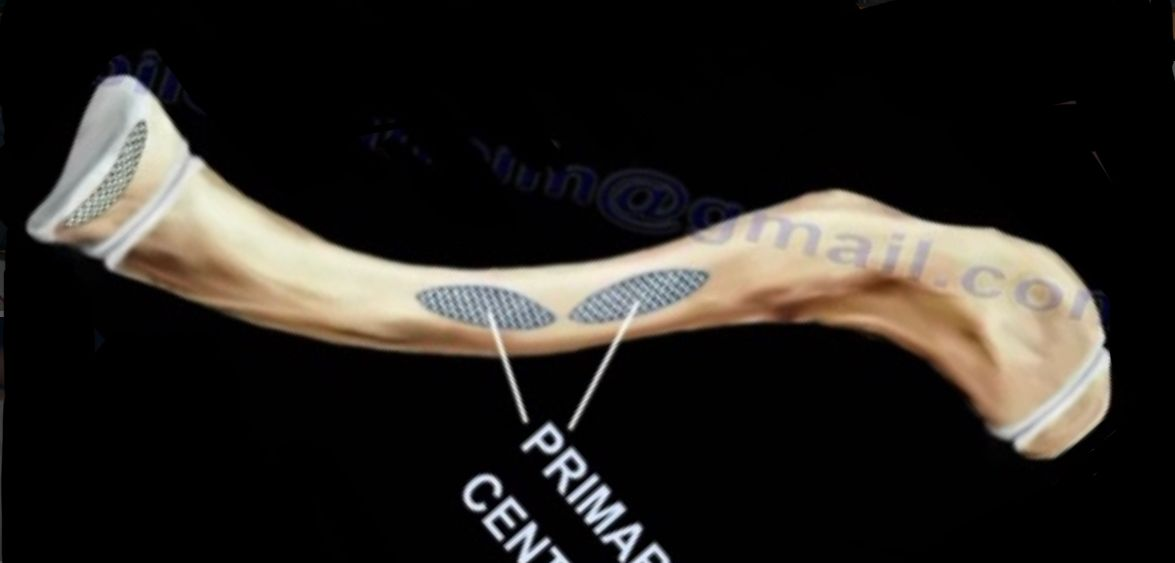
쇄골의 성장판의 위치이고, 각각 양쪽 말단 부위에 성장판이 위치 해있다. 어깨를 구성하는 성장판 중 하나이다.

윗 사진은 쇄골 성장판을 나타낸 것이다. 쇄골은 인간의 성장판 중 길이 성장과 부피 성장을 가장 오래함과 동시에 가장 늦게 닫히는 성장판이고 인간의 쇄골 성장은 평균적으로 만 24~25세까지 진행된다고 하고 최대 30세까지 진행이 된다고 한다. 그후에는 성장판이 폐쇄된다.
쇄골 길이와 두께는 유전적인 요소가 매우 크다. 왜냐하면 일제 강점기 때 이후로 한국인의 쇄골 길이를 조사 했는데 해방 이후와 별 차이가 없었기 때문이라고 한다. 키와 다르게 쇄골 길이는 과거 해방 전과 지금 현재 한국인의 쇄골 길이의 평균이 비슷했다고 하니 이걸 반대로 설명하면 키가 작은 사람인데 쇄골이 긴 사람이 있을 수도 있고 키가 큰데 쇄골이 짧은 사람이 있을 수도 있다. 이와 같이 키처럼 쇄골 길이도 사람마다 다르다.
또 다른 시각에서 보면 100년 전 대비 키는 차이가 월등히 나지만 쇄골 길이 및 두께에는 변화가 거의 없다는 것이다. 즉 쇄골 길이 및 두께는 아마 키보다 유전적 요인이 더 크게 작용하는 것이라는 뜻이다. 후천적인 요인에 해당하는 것은 현재까진 불명이라고 한다.
다음으로는 견봉의 성장판이다. 견봉 성장판은 전체 어깨 너비 중에서 12.4%를 차지하며 쇄골 다음으로 두 번째로 어깨 너비에 직접적으로 관여한다.

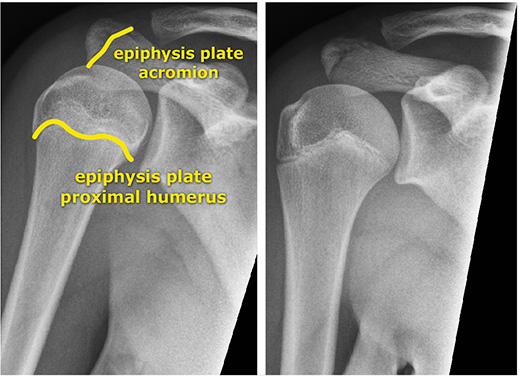
견봉 성장판을 나타낸 것임.

견봉의 경우는 쇄골의 끝 부분부터 윗 팔을 만져보면 있는 뼈까지가 견봉이다. 견봉 성장판은 만 18세 ~ 만 22세 내외에 닫힌다고 한다. 쇄골에 비하면 일찍 닫히는 편이며 전체적인 평균적 성장판의 폐쇄 시기로 보면 늦게 닫히는 편에 속한다. 견봉 길이의 평균은 남성 cm 기준, 1.54cm라고 한다.
다만 해당 수치는 대한민국의 평균이 아닌 그리스의 평균이며 견봉 성장판은 그냥 '참고용'으로만 확인하면 될 것 같다.

## 측정법
흔히 통상적으론 어깨 너비의 측정법을 삼각근을 포함하여 재는 줄 안다. 하지만 그건 부정확한 방법인데 그 이유는 근육은 사용을 하면 할수록 성장을 하게 되는데 성장을 함에 따라 부피가 커진다.
즉 삼각근은 어깨 측면에 붙어 있는 근육인데 삼각근을 사용하는 운동 등을 많이 하면 자연스럽게 근육이 벌크가 되면서 부피가 커져 어깨 너비가 커지는 것이다.
그렇게 되면 '평균'이라는 수치가 의미가 없어지는 값이 된다. 즉 통계학적인 의미가 없다는 뜻이기에 그러므로 이를 위해 여러 학회에선 '양쪽쇄골-견봉길이'를 기준으로 측정을 한다. 측정법은 총 두가지가 있는데 첫 번째 방법은 정면 기준으로 측정을 하는 방법이고, 두 번째 방법은 후면(등) 기준에서 측정하는 측정법이다. 이 중에서 가장 정확한건 정면인데 측정기가 수직이면서 동시에 평형이라서 정확하기 때문이다. 그런데 둘 다 거의 똑같기에 본인의 편의에 따라 맞는 측정법을 사용하길 바란다.
측정 방법은 다음 사진과 같다.
한국의 경우 쇄골 및 견봉과 같은 너비 골격 성장이 완전히 끝난 25세 ~ 29세 기준 평균 400.1mm라고 한다. 참고로 진짜 서양인과 별 차이가 없는게 미국은 411mm라고 하니 확실히 인종별로 크게 차이가 있지는 않다. 물론 어깨 너비는 1cm 차이가 상대적으로 커보이긴 해서 같다고 결론을 내기엔 무리가 있다는 시각도 존재한다.
참고로 의학 또는 생물학에서 통계를 낼 때도 이 측정법을 사용하며, 실제로 사이즈 코리아에서 2015년에 진행된 7차 전수 조사를 기준으로 25~29세 남성의 평균 어깨 너비는 401.87mm, 400mm를 넘어서면 상위 50%, 433.5mm 넘어서면 상위 5%, 상위 1%는 450.1mm에 해당한다.
연령대 대비로 보면 평균 수치 차이가 크지만 성인이 되면 평균에서 큰 차이는 없다. 측정 수치만 놓고 보면 타이트해보이지만, 치수의 상위에 해당하는 사람을 실제로 보면 매우 넓은 어깨를 가지고 있을 것이다.
수치만 보고는 타이트해 보이는데 실제로 보면 매우 넓은 어깨로 보이는 이유는 어깨의 너비는 1cm 차이가 매우 크기 때문이다. 표준편차가 25~29세 남성 기준으로 19.22이기 때문이다. 이걸 키로 치면 어깨 너비 1cm는 2.2 ~ 3.5cm 차이와의 비슷한 포지션이라고 생각하면 된다.
다시 한 번 강조하는데 삼각근 양쪽을 기준으로 재는 경우는 통계학적으로는 아무 의미가 없다. 왜냐하면 양쪽 삼각근을 기준으로 측정할 경우, 근력 운동을 하여 삼각근의 부피를 키울 수 있는데 그렇게 되면 끝도 없이 커지기에 통계학적 의미가 없기 때문이다.
다만 시각적인 부분에서는 실용적인 의미가 있는 측정법이다. 삼각근 양쪽을 재서 넓은 어깨는 쇄골 갈이로재도 넓은 어깨일 가능성이 높지만 어깨 너비가 같다고 해도 상의를 벗으면 쇄골 길이에서 차이가 난다. 즉 운동해서 키운게 보인다는 뜻이다.
이건 올바른 예는 아니지만 극단적인 예로 들자면 쇄골 길이가 짧은 사람이 운동을 해서 ㅡㅡ 이정도로 어깨를 넓혔다면 쇄골 길이가 긴 사람은 ㅡㅡㅡㅡㅡㅡ 이 정도로 넓힐 수 있는 것이다. 그 차이가 있어서 '타고남'이라는 기준이 붙는 거라고 한다.

## 관절
어깨에는 세 개의 관절이 있다.
- 어깨관절(견관절, Glenohumeral joint)
- 견쇄관절(acromioclavicular joint, AC joint)
- 흉쇄관절(복장빗장관절, sternoclavicular articulation)

## 주요 근육
- 앞톱니근(serratus anterior)
- 쇄골하근(subclavius)
- 소흉근 (pectoralis minor muscle)
- 흉쇄유돌근(sternocleidomastoid)
- 견갑거근(levator scapulae)
- 큰마름모근(큰마름근, 대능형근, rhomboid major)과 작은마름모근(작은마름근, 소능형근, rhomboid minor)
- 등세모근 (trapezius muscle)
- 삼각근 (deltoid), 전방 섬유
- 삼각근, 중앙 섬유
- 삼각근, 후방 섬유

## 같이 보기
- 날개어깨뼈
- 어깨뼈

- 관절